# 尚·拉普朗虛
让·拉普朗什（Jean Laplanche，1924年6月21日—2012年5月6日），是一位法国作家、精神分析学家及酿酒师。拉普朗什以其对精神性欲发展以及弗洛伊德诱惑理论的研究而闻名，并且还写了十余本精神分析著作。《激进哲学》杂志将拉普朗什描述为“他那个时代最具原创性以及最通晓哲学的精神分析学家”。自1988年直到去世，他都在法国大学出版社同安德烈·布吉尼翁、皮埃尔·库特、弗朗索瓦·洛贝一起指导将《弗洛伊德全集》从德文翻译为法文。

## 早年
让·拉普朗什于1924年6月21日出生于巴黎第四区，卒于2012年5月6日，是一位哲学家以及法国精神分析学家。 
拉普朗什在法国科尔多地区长大。年少时期，他曾活跃于天主教活动，并且还是一个社会主义分子。拉普朗什于1940年代进入巴黎高等师范学院学习哲学，师从让·伊波利特、加斯东·巴舍拉和梅洛·庞蒂。1943年维系政府执政期间，拉普朗什加入了法国抵抗组织，并且活跃在巴黎和勃良第。1946年到1947年之间，拉普朗什在哈佛大学访问了一年。但他并未加入哈佛大学哲学系，反而加入了社会关系学系，并且开始对精神分析理论感兴趣。回到法国之后，拉普朗什开始参加雅克·拉康的讨论班，并且接受拉康的分析。在拉康的建议下，拉普朗什开始学习医学，取得博士学位，并且成为了一个分析家，加入了国际精神分析学会；直到去世，他都一直是国际精神分析学会的会员。 
拉普朗什于1947年开始接受雅克·拉康的分析。在拉康的建议下，拉普朗什首先开始接受医学训练，随后接受分析训练。拉普朗什之后进入精神病医院，并于1959年完成其医学博士论文，这篇论文随后于1961年以《荷尔德林与父亲问题》为题发表。1960年秋，拉普朗什于博纳瓦举办研讨班，在此研讨班当中，他与塞尔日·勒克莱尔做出了一篇报告：《无意识——一种精神分析式的学习》。1962年末，拉普朗什受丹尼尔·拉加什之邀进入索邦大学教学。 
在拉康提出“回到弗洛伊德”之后，拉普朗什开始反对拉康的“父亲之名隐喻”以及“无意识像某种语言般被结构”，对此拉普朗什在1960年博纳瓦的研讨会《无意识》中进行了批判。 在精神分析的历史中，拉普朗什的主要理论贡献在于提出了普遍诱惑理论。 
拉普朗什继续着他的政治活动。1948年，在托洛茨基主义破灭之后，拉普朗什和其他人创建了社会主义或野蛮主义组，但由于受科尼利厄斯·卡斯托里亚迪斯的影响，他注意到这个组织团体的“环境已经不可能再存在了”。然而直到1968年，拉普朗什依然对“社会主义或野蛮主义这个问题很感兴趣”。

## 晚年

### 波尔玛地区酿酒
拉普朗什同妻子纳蒂尔一起经营波玛酒庄很多年。波玛酒庄乃是勃良第一片50英亩的酒庄，并且乃是科尔多地区持续时间最长的酒庄。拉普朗什在此定居并酿酒多年。2003年，拉普朗什夫妇出售了他们的地产。一直以来，他们夫妇的葡萄酒都被公认为“世界上唯一一种由拉康的弟子酿造的葡萄酒”。 
阿涅斯·瓦尔达的纪录片《拾穗者和我》当中介绍了拉普朗什和其妻子，既关于葡萄酒，又关于精神分析。纳蒂尔于2010年去世，而让·拉普朗什于两年之后离世。 

### 精神分析家、科学人士和学者
让·拉普朗什乃是法国精神分析学会的创建人之一，并于1969年到1971年担任其主席职位。之后他同让·庞塔利斯和盖伊·侯硕极都成为学会的荣誉会员。 
洛桑大学、布宜诺斯艾利斯大学以及雅典大学都授予拉普朗什名誉博士头衔。他还赢得过玛丽·西格妮奖。 
让·拉普朗什还是巴黎大学的退休教授，自1970年到1993年他都一直在巴黎大学执教：拉普朗什在巴黎七大的“临床人文科学系”教授并且研究精神分析。同时还指导学生们的论文，这些学生如今也在法国和其他地区（尤其是拉丁美洲）教授“大学中的精神分析”。 
拉普朗什第一部著作出版于1961年。随后一年，他受丹尼尔·拉加什之邀进入索邦大学。自那开始，拉普朗什一直定期有作品出版。拉普朗什于1967年与其同事让·庞塔利斯一起出版了《精神分析的语音》，此书已经成为了精神分析界的标准参考读物。此书于1973年翻译成英文，1997年此书法文第十三版正式出版。拉普朗什于1969年到1971年之间担任法国精神分析学会主席，之后由庞塔利斯继承其职位。拉普朗什的研讨班出版在七册《问题》系列当中，而他本人最重要的论文则出版在《未完成的哥白尼式革命》中。 

## 思想理论

### 诱惑理论
拉普朗什对精神分析的主要贡献之一就包括普遍诱惑理论（théorie de la séduction généralisée）。拉普朗什对弗洛伊德的诱惑理论进行研究时，说到：
我的工作已经展现出了，为何弗洛伊德在这个理论中丢失了某些很重要的要点。但是说这个之前，我们必须回顾一下诱惑理论，我们必须了解诱惑理论。而且我认为忽视诱惑理论会致使人们回到前分析的某些事物上去。我们通过讨论诱惑理论来公正评判弗洛伊德，也许这比弗洛伊德自己所做的评判更加公正。弗洛伊德忘记了他理论的重要性，及其特殊的意义，这不仅仅是外在事件的重要性。
拉普朗什提出重构弗洛伊德的优诱惑理论，将之作为一种真正的受压抑无意识起源的普遍理论，而不仅仅是神经症症状的病原学假设。这个理论的目标是解释人类无意识的正常发展，同时这个理论也带来了转移理论，以及一般精神分析过程的理论。
拉普朗什强调“神秘的能指”通过父母的信息传递给他者，并且是作为无意识发生的关键元素：用拉普朗什的话来说，“神秘性在其自身当中是一种诱惑，而其机制是无意识的。”因此拉普朗什在弗洛伊德的理论中把成人他者的侵入性影响，和创伤性的登记、复现表象或者说他者在场的登记联系在了一起。

### 托勒密和哥白尼：未完成的革命
随着普遍诱惑理论的提出，拉普朗什以“未完成的哥白尼革命”为题发表了一个论文集，这些论文主要是谈论的是精神分析的“对象”——无意识，普遍诱惑理论强调这种革命是“未完成的”。
弗洛伊德不断地把精神分析的发现比作是哥白尼的革命，对拉普朗什而言，弗洛伊德既是“他自己的哥白尼，又是他自己的托勒密”。在哥白尼方面，对无意识的发现与诱惑理论紧密相连，诱惑理论保留了“他性”的意义；在托勒密方面，弗洛伊德的”回到自我理论“存在着误导。因此”拉普朗什所谓弗洛伊德的误入歧途“，就是从哥白尼式的精神概念灾难性转变为托勒密式的概念，这正是弗洛伊德用一个定位在个体中心的理论，取代了诱惑理论，而诱惑理论中的性欲正是作为一种“他性”去精神中心的。拉普朗什将这种世界观错觉称之为托勒密式的，这种错觉就是自我觉得它自己占据了核心位置。

### 性别
让·拉普朗什说，性别范畴在弗洛伊德那里总是“缺席的或是没有得到关注”。成人在场时，儿童会产生疑问，这个疑问就是存在于成人身上差异是什么。性别指认是“一个复杂的活动过程，其延伸到了儿童的重要他人，以及儿童周围人群的语言和行为中”。儿童受到一些“指定”信息的“冲击”，而这些信息儿童必须将之进行翻译并理解，所有这些性别指认的信息都是由儿童身边的成人提供的：父母，祖父母，兄弟姐妹。这些人的幻想、他们无意识或前意识的期望都包含了这些信息 。因此对于让·拉普朗什而言，“性别现行与性，然而性别并未组织起性，反而是性别受到性的组织。”父母身上的“性”元素是首要的，其在性别指认时制造混乱，因为成人身上的儿童性欲会在儿童出生时再次激活。

### 驱力或是客体？
拉普朗什的精神分析取向，与大多数英语世界的精神分析取向——如：客体关系理论，自我心理和克莱因派思想，最关键的差异在于拉普郎什坚持将驱力（Trieb）和本能（Instinkt）进行区分。与英语精神分析学派相反，拉普朗什—有点类似于拉康—消除了人类性欲之中的生物学残余。

## 作品
- 《荷尔德林与父亲问题[14][15]》Hölderlin et la question du père [16]
- 《问题讨论班第四：无意识和它我》Problématiques IV L'inconscient et le Ca
- 《幻想的起源与原初幻想》Fantasme originaire Fantasmes des origines Origines du fantasme
- 《精神分析中的生与死》Vie et mort en psychanalyse
- 《问题讨论班第一：焦虑》Problématiques I : L'angoisse
- 《问题讨论班第二：阉割，象征化》Problématiques II: Castration, symbolisations
- 《问题讨论班第三：升华》Problématiques III : La Sublimation
- Problématiques IV : L'inconscient et le ça, Paris, PUF, 1981, (ISBN 2-13-036714-3) (Quadrige, 1998).
- 《问题讨论班第五：转移的先验性》Problématiques V : Le baquet-transcendance du transfert
- 《给精神分析的新基础》Nouveaux fondements pour la psychanalyse
- 《翻译弗洛伊德》Traduire Freud
- 《未完成的哥白尼式革命》La Révolution copernicienne inachevée
- 《弗洛伊德那里性欲的生物学困境》Le fourvoiement biologisant de la sexualité chez Freud
- 《诱惑与启发之间：人类》Entre séduction et inspiration : l'homme,
- 《扩展到弗洛伊德意义上的性欲》Sexual. La sexualité élargie au sens freudien